# بيتر كونتر
بيتر كونتر (بالألمانية: Peter Kunter)‏ هو طبيب أسنان ولاعب كرة قدم ألماني في مركز حراسة المرمى، ولد في 28 أبريل 1941 في برلين في ألمانيا. لعب مع آينتراخت فرانكفورت ونادي فريبيرغ.

## وصلات خارجية
- بيتر كونتر على موقع قاعدة بيانات كرة القدم.إي يو (الإنجليزية)
- بيتر كونتر على موقع بيانات كرة القدم. دي إي (الألمانية)
- بيتر كونتر على موقع عالم كرة القدم.نت (الإنجليزية)